# Weekly World News
„The Weekly World News” (WWN) – amerykański tygodnik brukowy wydawany przez American Media w latach 1979–2007. Opisywał głównie (najczęściej zmyślone) ciekawostki, co łączył z listami i poradami dla czytelników. W skład wchodziły stałe działy – Eda Angera (opinie), Dotti Primrose (porady) i Sereny/Sonii Sabak (medium).
Oprócz wyżej wymienionych działów, w „WWN” pojawiały się nieregularnie historie dotyczące Batboya – superbohatera pół chłopca, pół nietoperza, oraz P'loda – przybysza z kosmosu, który rzekomo zaangażował się w ziemską politykę i miał romans z Hillary Clinton. Inne stałe tematy to zbliżająca się rzekomo Wielka Apokalipsa oraz „nowo odkryte” proroctwa. Pojawiały się także komiksy Petera Bagge’a zatytułowane Przygody Batboya.
W podobnym stylu była seria artykułów z 2003, opublikowana po schwytaniu Saddama Husajna. Dotyczyła ona rzekomych związków seksualnych pomiędzy nim a Usamą ibn Ladinem. Para ta miała mieć namiętny romans, po którym wzięli ze sobą ślub – Saddam był panną młodą, a Usama panem młodym. Po ceremonii ślubnej wybrali się w podróż dookoła świata, która zakończyła się we Francji. Tam adoptowali ogoloną małpę wyglądającą jak ludzkie dziecko. Jednak po gwałtownej kłótni para rozstała się, a Saddam wrócił do Iraku, gdzie szukał pocieszenia w ramionach rodziny i przyjaciół. W czasie wojny chował się w pajęczej norze, do czasu, kiedy odkrył go Batboy. 
„World Weekly News” drukował również serie artykułów o porwaniach dokonywanych przez kosmitów, czy o tym, że Elvis żyje itp.
Paradoksalnie, magazyn zarzekał się, że drukuje jedynie prawdę, a jego typowym sloganem reklamowym było: Nic prócz prawdy: „The Weekly World News”!
W dobie kiedy większość czasopism brukowych przerzuciło się na drukowanie ciekawostek z życia gwiazd, „World Weekly News” nadal publikował swoje zmyślone historyjki i utrzymywał sprzedaż na wysokim poziomie. Ciekawostką jest również, że tygodnik jako jedyne pismo brukowe w Stanach Zjednoczonych drukowany był tylko w czerni i bieli. Tak jak większość tabloidów w USA, „Weekly World News" powstawał w Boca Raton na Florydzie.